# Араратська рівнина

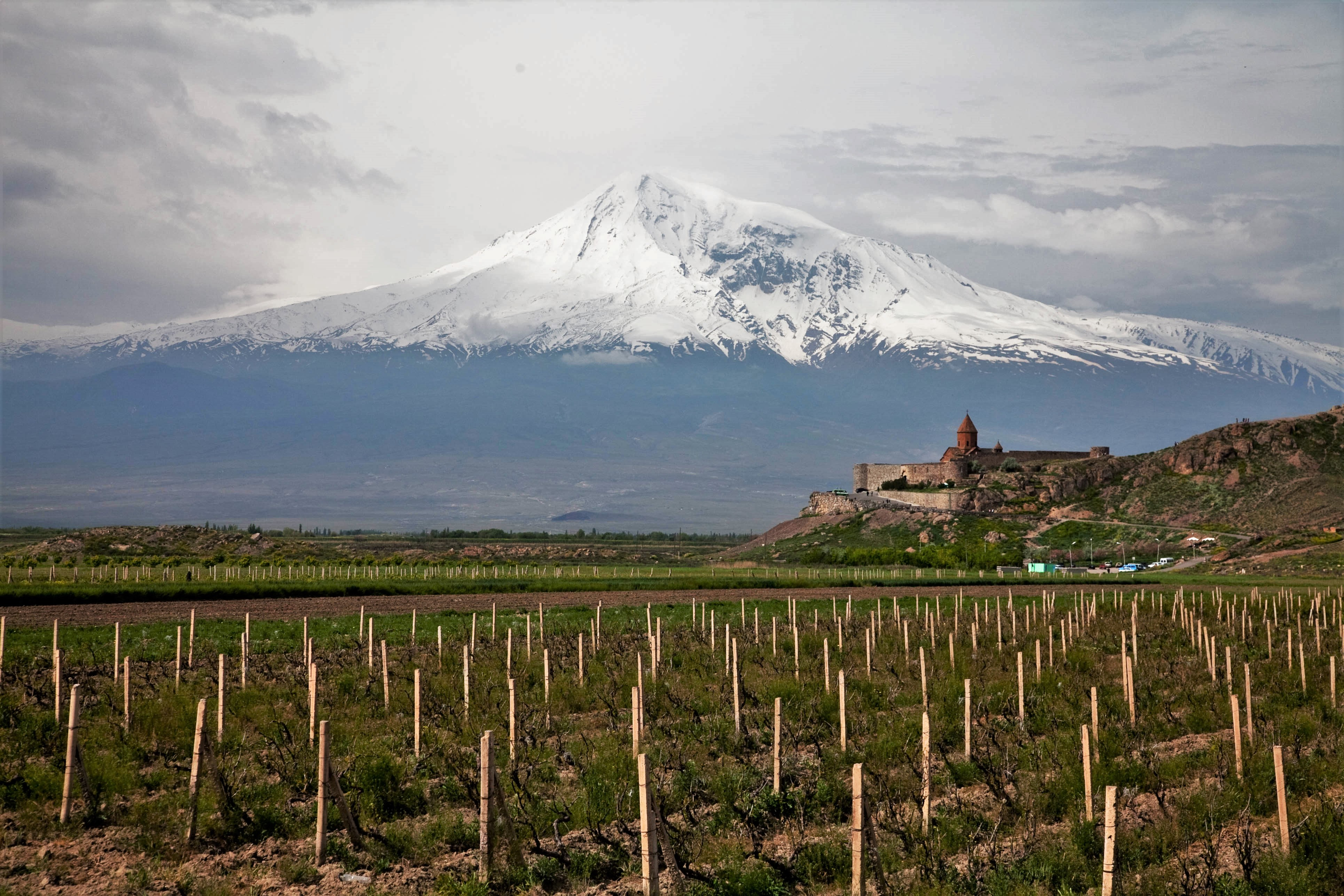
Араратська рівнина, гора Арарат та монастир Хор Вірап

Арара́тська рі́внина, Арара́тська доли́на (вірм. Արարատյան դաշտ), Арара́тська улого́вина — рівнина на території Вірменського нагір'я, розташована в кавказькому регіоні на північний захід від озера Севан, у передгір'ях гори Гегам. На півночі рівнини — межа гори Арагац, на півдні — гора Арарат. Річка Аракс ділить рівнину на дві частини: північна (велика), яка належить Вірменії і південна (менша) — Туреччині. 
Оточена масивом Арагац, Памбакським, Гегамським і Агридаг хребтами та вулканічним масивом Арарат.
Середня висота 700—1000 м.
Утворена озерно-річковими відкладами.
Клімат різко континентальний та напівзасушливий з помірно жарким літом та холодною зимою. Річна кількість опадів становить близько 200-300 мм. Влітку дощі рідкісні. Взимку опади зазвичай часто випадають як снігу.
Природний ландшафт напівпустель змінений поливним землеробством.
Вирощують бавовник, тютюн, виноград, персики тощо.